# Campeonato Caimanês de Futebol
O Campeonato Caimanês de Futebol, ou Cayman Islands Premier League, é a primeira divisão do futebol das Ilhas Caimã. O campeonato realizado desde de 1980, reúne 10 equipes da ilha caribenha.

## Campeões
- 1980/81 : Yama Sun Oil
- 1981/82 : Não houve
- 1982/83 : Não houve
- 1983/84 : St. George's (Cayman Islands)
- 1984/85 : Mont Joly (Cayman Islands)]
- 1985/96 : Não houve
- 1996/97 : George Town Sports Club
- 1997/98 : Scholars International (West Bay)
- 1998/99 : George Town Sports Club
- 1999/00 : Western Union Football Club (George Town)
- 2000/01 : Scholars International (West Bay)
- 2001/02 : George Town Sports Club
- 2002/03 : Scholars International (West Bay)
- 2003/04 : Latinos Football Club
- 2004/05 : Western Union Football Club (George Town)
- 2005/06 : Scholars International (West Bay)
- 2006/07 : Scholars International (West Bay)
- 2007/08 : Scholars International (West Bay)
- 2008/09 : Elite Sports Club (West Bay)
- 2009/10 : Scholars International (West Bay)
- 2010–11 : Elite Sports Club (West Bay)
- 2011/12 : Scholars International (West Bay)
- 2012/13 : Bodden Town Football Club
- 2013/14 : Bodden Town Football Club
- 2014/15 : Scholars International (West Bay)
- 2015/16 : Scholars International (West Bay)
- 2016/17 : Bodden Town Football Club
- 2017/18 : Scholars International (West Bay)
- 2018/19 : Scholars International (West Bay)
- 2019/20 : Bodden Town Football Club
- 2020/21 : Scholars International (West Bay)
- 2021/22 : Scholars International (West Bay)
- 2022/23 : Scholars International (West Bay)

## Artilheiros
| Ano     | Goleador        | Equipe                    | Número |
| 2000/01 | Anthony Fogarty | George Town Sports Club   | 21     |
| 2001/02 | Gary Whittaker  | George Town Sports Club   | 23     |
| 2002/03 | Gary Whittaker  | FC International          | 11     |
| 2003/04 | Michael Wilks   | George Town Sports Club   | 12     |
| 2006/07 | Carlos Powery   | Tigers Football Club      | 15     |
| 2010/11 | Dwayne Wright   | Elite Sports Club         | 18     |
| 2011/12 | Dwayne Wright   | Elite Sports Club         | 20     |
| 2012/13 | Dwayne Wright   | Bodden Town Football Club | 21     |
| 2013/14 | Theron Wood     | Bodden Town Football Club | 28     |

## Principais Estádios
- Ed Bush Stadium